# 曾夢鰲
曾夢鰲（1544年—？），字君瞻，福建興化府莆田縣西漳村（今莆田市荔城区拱辰街道长丰村）人，鹽籍，明朝政治人物。

## 生平
隆慶元年（1567年）福建鄉試第二十二名。萬曆二年（1574年）會試第二百二名，進士第三甲第四十二名。授浙江台州府宁海县知县。

## 家族
曾祖父曾邦升；祖父曾傳卿；父曾敬學，冠帶生員。母蔡氏。具庆下。